# 285 a. C.
El año 285 a. C. fue un año del calendario romano prejuliano. En el Imperio romano se conocía como el Año 469 Ab urbe condita. 

## Acontecimientos

### Egipto
- 26 de junio: Ptolomeo I Soter abdica en Egipto. Lo sucede su hijo menor, tenido de su mujer Berenice, Ptolomeo II Filadelfo, quien ha sido corregente durante tres años.
- Se acaba un faro en la isla de Faros en la bahía de Alejandría, con 110 metros de alto, que sirve como hito para los barcos en el Mediterráneo oriental. Construido por Sóstrato de Cnido pata Ptolomeo II de Egipto, es una de las siete maravillas del Mundo Antiguo. Es un triunfo tecnológico y es el arquetipo de todos los faros desde entonces. Una amplia rampa en espiral lleva a la cumbre, donde arde un fuego por la noche.

### Imperio seléucida
- Demetrio Poliorcetes es abandonado por sus tropas y se rinde a Seleuco en Cilicia, donde Seleuco lo mantiene prisionero.

## Fallecimientos
- Dicearco de Mesina, filósofo y geógrafo mesenio (n. 355 a. C.)

- Datos: Q48391